# 東京銀行協会ビルヂング
東京銀行協会ビルヂング（とうきょうぎんこうきょうかいビルヂング）は、かつて東京都千代田区丸の内一丁目に所在したオフィスビルである。三菱地所と一般社団法人全国銀行協会（2011年4月に、全国銀行協会と東京銀行協会の業務を集約、一般社団法人として改組）の共同所有で、旧:東京銀行集会所のファサードが保存されていた。近接地に「東銀ビルヂング」の名称の建築物があったが、これは本ビルとは別の建物である。

## 歴史
この地には、三菱地所所有地2,987 m2と北側の東京銀行協会所有地1,323 m2に、「東京銀行集会所」（銀行倶楽部）と「銀行会館」の2棟の建物があった。東京銀行集会所は1916年（大正5年）竣工で、横河民輔の設計によるモダンルネサンス様式の建築物であった。東京銀行集会所は事務所の機能を有さず、銀行会館と合わせてもスペースが不足すること、国際会議の需要も満たせないこと、また築70年を経過し老朽化が著しいことから、1985年秋より東京銀行協会は地権者の三菱地所と、建替えに向けた協議に入った。翌年に建替え計画が新聞報道されると、文化庁や東京都生活文化局、日本建築学会などから歴史的建造物である東京銀行集会所の保存の要望が相次いで寄せられた。検討の結果1989年に、皇居に面した西面（のちの討議で、南面も同様に）および建物内部において主要部分を一定規模で保存する合意がなされた。1990年9月より既存建物の解体に着手、翌1991年4月に本体工事に着工。1993年9月に竣工した。
2014年11月、本ビルと北隣の銀行会館、東隣のみずほ銀行前本店ビルを一体的に建替える旨の発表がなされた。これら既存ビルは、2016年度下期より解体された。2020年11月、跡地にはみずほ丸の内タワーと新たな銀行会館が一体となった高層棟と丸の内テラスを構成するアネックス棟の2ビルが竣工した。

## 主要テナント
会員制の銀行倶楽部のほか、東京海上アセットマネジメント、四国電力東京支社、在日ブリティッシュ・コロンビア州政府事務所などが入居していた。全国銀行協会本部は隣接する銀行会館内にあったが、2016年11月28日に朝日生命大手町ビルに移転した。

## 建築
和田倉濠に面した西側および南側に、「一丁ロンドン」と呼ばれた当時をしのばせる、東京銀行集会所の煉瓦造りの外構が保存されていた点が大きな特徴である。2016年に解体され新たなビルに復元されることはない。本ビル建設前後よりこうしたファサード保存が広く採用され、丸の内地区では日本工業倶楽部会館も同様の方法で旧建物を保存している。北隣の銀行会館の余剰容積率を有効活用するため、銀行会館の増築工事の名目で建設された。1階から8階の一部と15階から19階にかけては銀行協会の専有、8階の一部から14階にかけては三菱地所の専有部とし、協会専有部のうち協会が使用しない部分は三菱地所が借り上げ、転貸している。

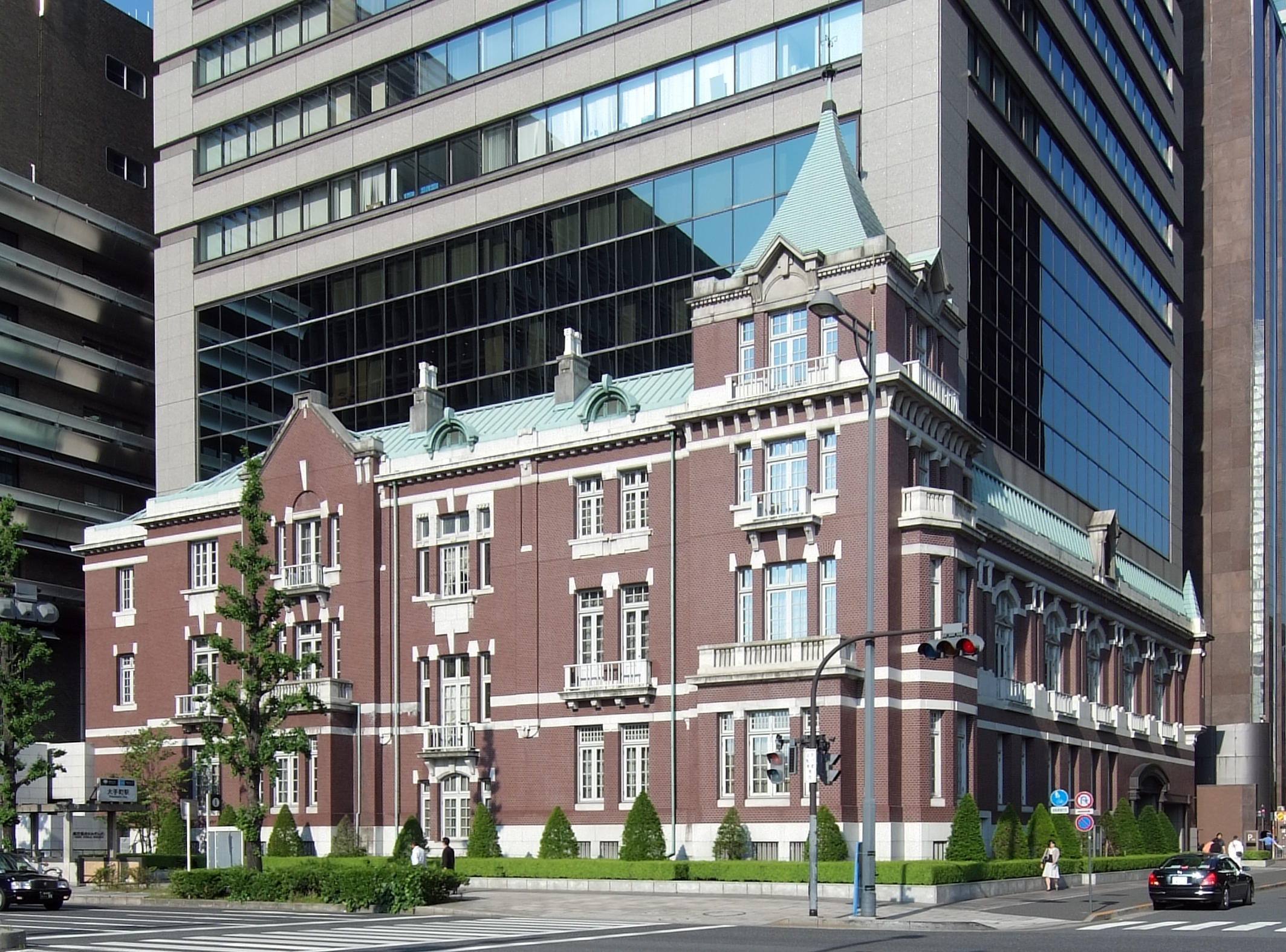
低層部のファサード